# Linyiornis amoena
Linyiornis amoena — викопний вид енанціорнісових птахів, що мешкав в крейдяному періоді. Викопні рештки знайшли у пластах формації Jiufotang у провінції Ляонін, Китай у 2016 році. Голотип описаний по повному скелету, що містить відбитки пір'я.